# Letov Š-32
Letov Š-32 byl dopravní letoun vyrobený v malém počtu začátkem 30. let 20. století československou firmou Letov. Zalétán byl v létě 1931 a veřejnosti byl podrobně představen v zářijovém čísle Letectví. Bylo to první celokovové, třímotorové letadlo vyrobené v Československu. První letoun byl zakoupen Ministerstvem veřejných prací.

## Vznik a vývoj

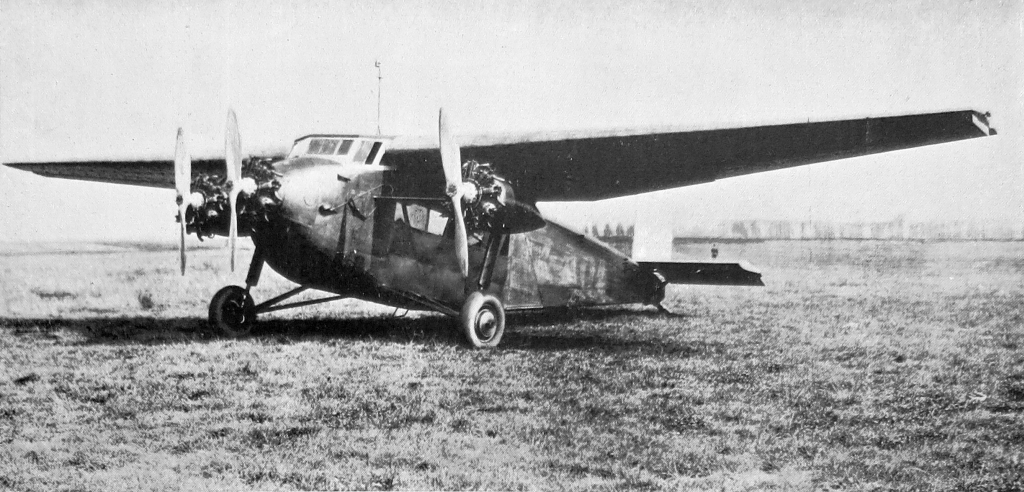
Letov Š-32 s třemi motory Walter Mars

Typ vznikl pro potřeby Československých státních aerolinií, které původně požadovaly stroj pro provoz na lince Praha–Bratislava–Užhorod–Bukurešť. Byly by nasazovány na ty lety, při nichž by použití větších letounů Avia-Fokker F.VIIb/3M nebylo ekonomicky rentabilní.:s.48 Konstruktér Alois Šmolík započal projektové práce na typu Š-32 v roce 1929, původně s jedním motorem Jupiter, ale ČSA z důvodů větší bezpečnosti preferovaly třímotorové uspořádání.:s.49 První prototyp byl zalétnut šéfpilotem továrny Letov Aloisem Ježkem dne 14. srpna 1931 za přítomnosti ředitele ČSA ing. Františka Stočese. Letoun 19. srpna imatrikulovaný jako OK-ADA byl podle jiných pramenů zalétán v říjnu 1931.:s.49 Další série zkoušek se skutečně uskutečnila ve dnech 13.–22. října. Vojenskou továrnou na letadla byl prototyp Ministerstvu veřejných prací (MVP) předán 29. října 1931. Účet vystavený Letovem za letoun byl na 580 000 Kč. MVP předalo prototyp po administrativní stránce ČSA k uskutečnění provozních zkoušek v trvání 50 letových hodin 13. listopadu. Na základě dokončených zkoušek rozhodla správní rada ČSA 19. ledna 1932 objednat 4 sériové letouny Š-32. První 4 sériová letadla Š-32.2–Š-32.5 byla zapsána do leteckého rejstříku v lednu 1934.

## Popis letounu
Jednalo se o dopravní hornoplošník poháněný třemi hvězdicovými motory Mars I, s pevným záďovým podvozkem:s.49 s ostruhovým kolečkem, samonosnými celokovovými křídly, trupem smontovaným z ocelových trubek a potaženým převážně duralovými plechy, s výjimkou jeho zadní části a ocasních ploch potažených plátnem. Křídlo bylo zkonstruováno ve spolupráci s německou firmou Rohrbach, která měla s celokovovou stavbou nosných ploch větší zkušenosti než Letov.:s.49 Bylo vyrobeno z duralových profilů a plechů. Potah tvořil hliníkový plech tloušťky 0,3 mm. Za nosníkem ve střední části křídla byly umístěny dvě palivové nádrže z hliníkové slitiny (elektron) s objemem 460 až 540 litrů. Křídlo nemělo vztlakové klapky.

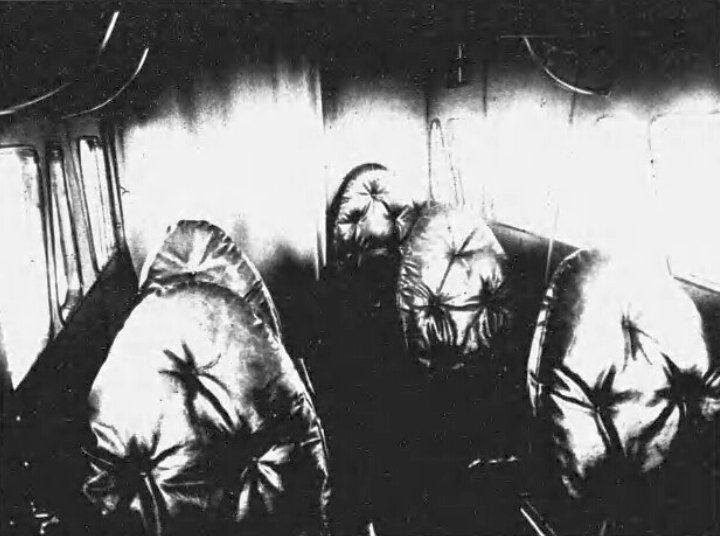
Letov Š-32, kabina pro cestující

Trup měl základní příhradovou kostru z duralových a ocelových trubek, pospojovaných šroubovými a nýtovými spoji. Celek byl vyztužen ocelovými dráty. Stroj měl uzavřenou kabinu s kapacitou čtyř až šesti cestujících, která byla v dobovém leteckém tisku chválena jako „obzvláště prostorná a pohodlná“. Výhled z kabiny umožňovala nestahovatelná okna z bezpečnostního skla Neotriplex. Komfort kabiny doplňovala toaleta, tři sítě na příruční zavazadla, lékárnička, dvoje hodiny a ruční hasicí přístroj. Letoun měl 2 úložné prostory pro zavazadla, pod kabinou pilota a pod kabinou pro cestující.
Podvozek ostruhového typu, nezatahovací se širokým rozchodem kol byl vybaven olejopneumatickými tlumiči Messier a osazen hydraulickými brzdami Palmer. Podvozková kola měla pneumatiky o rozměrech 900x200 mm. Letoun byl osazen třemi motory Walter Mars I (3× 107 kW/145 k), jeden byl umístěn vpředu na trupu a další dva v postranních gondolách na křídle. Motory byly osazeny třílistými kovovými vrtulemi Letov HD-11 se stavitelnými listy. Benzínové potrubí z křídla k motorům bylo z ohebných trubek Superflexit. Palivo k motorům teklo gravitačním samospádem.

## Použití

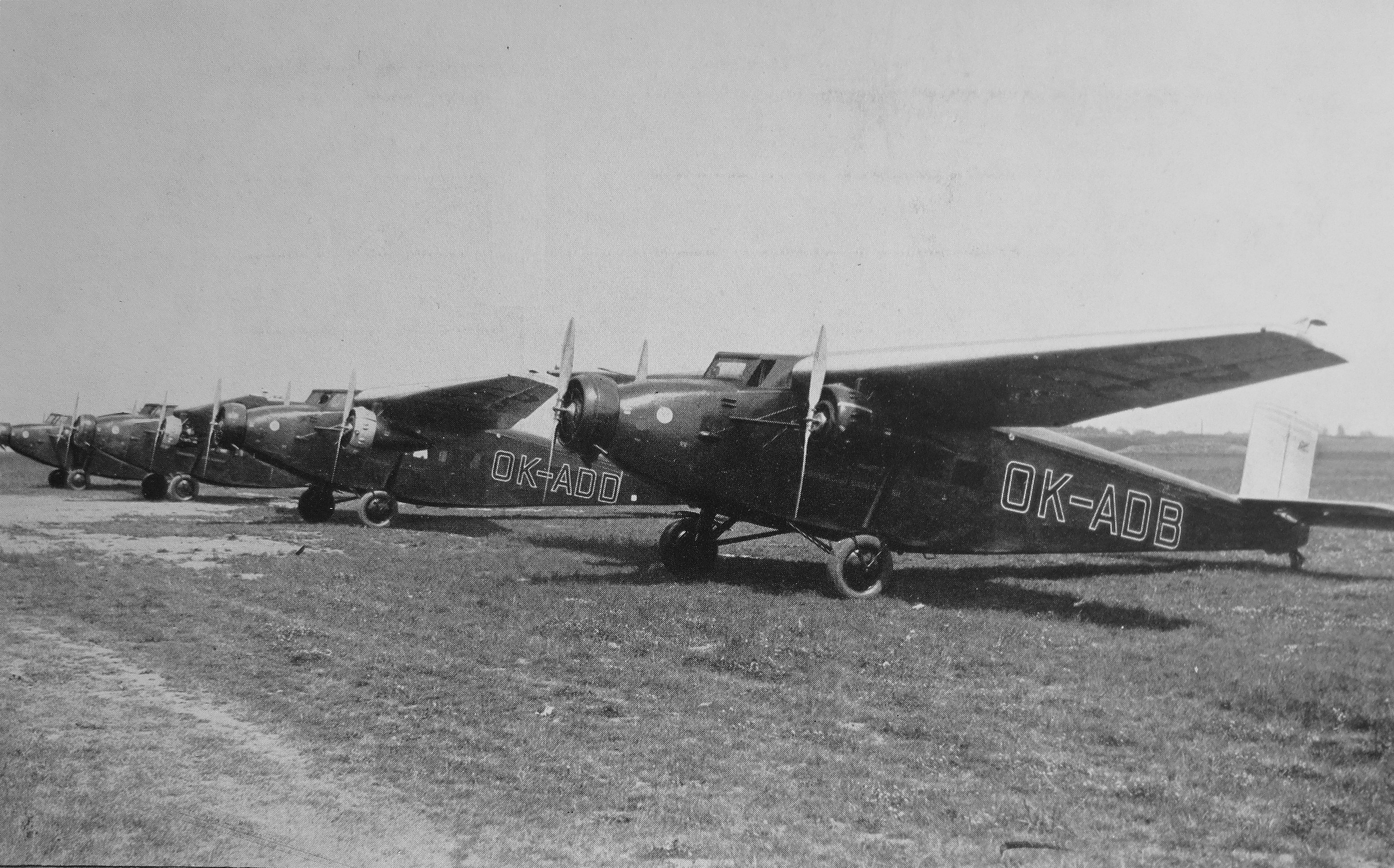
4 sériové letouny Š-32 na továrním letišti (červen 1933)

Prototyp byl nasazen u ČSA již počátkem zimy 1931-2 na trati Praha-Brno-Bratislava a v provozu se velmi dobře osvědčil. Prototyp a čtyři sériové kusy (imatrikulací OK-ADA–OK-ADF) byly zakoupeny a od roku 1933:s.98 provozovány ČSA, které je nasadily na lince Praha–Karlovy Vary.:s.50 Stejnou měrou se tyto letouny dobře osvědčily v noční dopravě na tuzemských tratích.
Letoun OK-ADD odstartoval 5. června 1933 na lince Bratislava (Vajnory)–Záhřeb řízen šéfpilotem ČSA Karlem Brabencem. Během letu v dešti vysadil levý motor, avšak Brabenec dokázal udržet letoun se čtyřmi cestujícími a radiotelegrafistou za obtížných povětrnostních podmínek ve výšce 1800 m po dobu 23 minut až do přistání v Záhřebu.
Na pravidelné linky ČSA byly letouny Š-32 nasazeny počínaje 15. březnem 1934. Nejčastěji létaly na lince z Prahy do Karlových Varů. 26. června 1934 stroj imatrikulace OK-ADB řízen Karlem Tomíčkem po ztrátě svislé ocasní plochy havaroval během přistání na letišti v Karlových Varech, přičemž zahynuly všechny tři osoby na palubě,:s.97 včetně slavného rakouského herce Maxe Pallenberga. Letoun byl již ve výšce asi 20 metrů, když odlétlo celé směrové kormidlo, následované takřka okamžitě kýlovkou. Pozorovatelé na zemi sledovali patrnou snahu pilota uřídit stroj křidélky, avšak došlo ke ztrátě rychlosti a k pádu.   Vyšetřování nehody odhalilo nedostatečnou pevnost křídla:s.50 a ocasních ploch,:s.98 načež byly zbývající stroje staženy z pasažérských linek a pravděpodobně dosloužily jako nákladní a poštovní letouny. Jiný zdroj uvádí, že letouny již nelétaly, jen nečinně postávaly v hangárech.
V listopadu 1938 byly dva Š-32 (OK-ADD a OK-ADE) mezi stroji zabranými Maďarskem při okupaci Košic:s.50 po Vídeňské arbitráži. Není známo, jak s nimi Maďaři naložili, je však velmi nepravděpodobné, že by s těmito ukořistěnými letadly létali. Další stroj OK-ADA byl v listopadu 1938 zničen na užhorodském letišti československým vojskem před stažením z města.:s.98 Byl sešrotován po nalétání 621 hodin a 15 minut.

## Specifikace

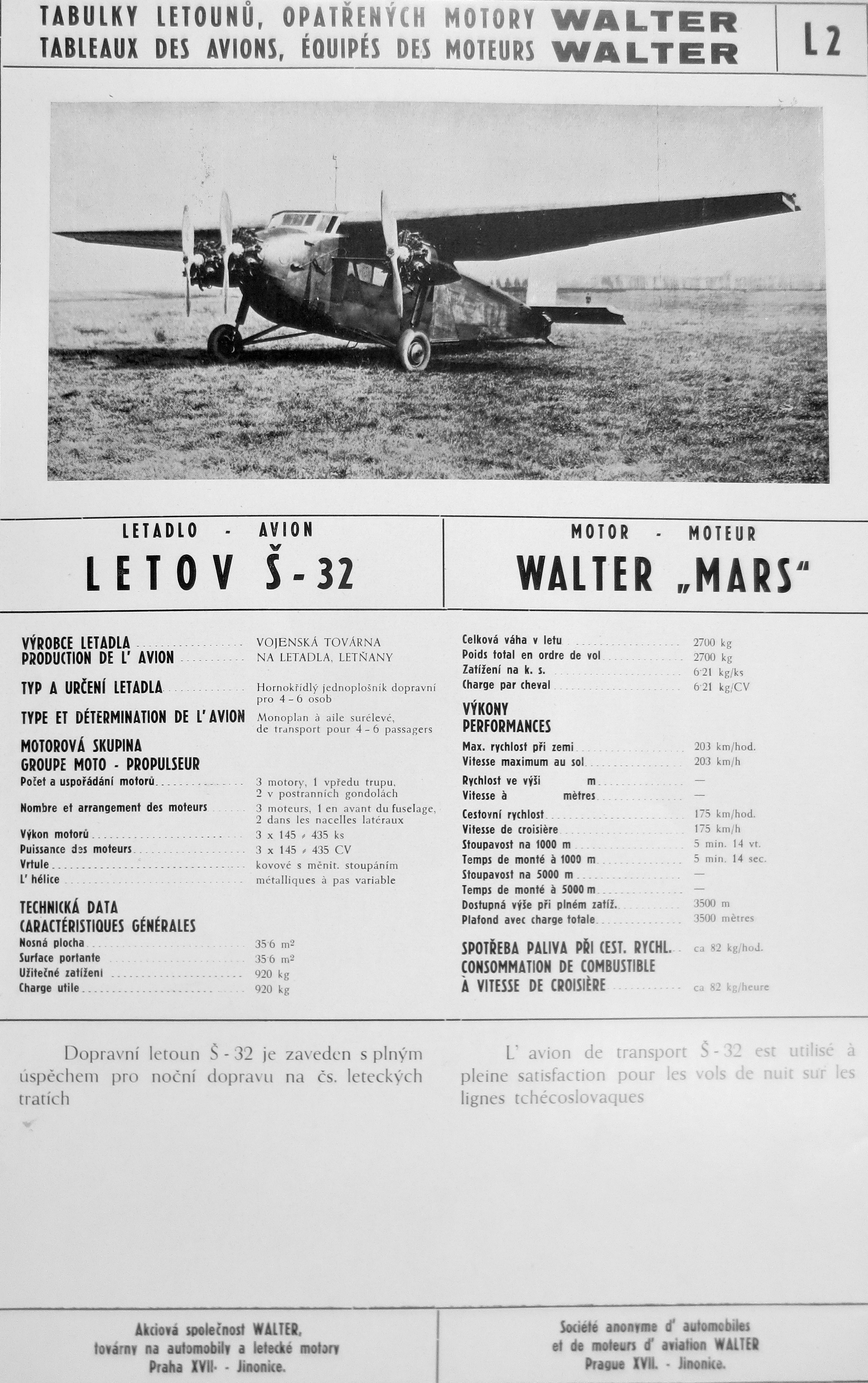
Dopravní třímotorový letoun Letov Š-32 a Walter Mars

Údaje podle

### Technické údaje
- Osádka: 2 (pilot a radiotelegrafista)
- Kapacita: 5-6 cestujících
- Rozpětí: 17,24 m
- Délka: 11,60 m
- Výška: 3,20 m
- Nosná plocha: 39,92 m2
- Prázdná hmotnost: 1 884 kg
- Vzletová hmotnost: 2 750 kg
- Užitečné zatížení: 920 kg
- Pohonná jednotka: 3 × vzduchem chlazený devítiválcový hvězdicový motor Walter Mars I[1]:s.49
- Výkon pohonné jednotky:
  - jmenovitý: 107 kW (145 k) každý
  - maximální, vzletový: 116 kW (155 k)
- Spotřeba: 50 kg benzínu na 100 km resp. 82 kg/h
- Vrtule: dvoulisté kovové vrtule Letov se stavitelnými listy

### Výkony
- Maximální rychlost: 203 km/h
- Cestovní rychlost: 180 km/h
- Minimální rychlost: 90 km/h
- Dostup: 4 000 m
- Stoupavost: na 1000 m 5 min 14 vt.
- Dolet: 650 km